# Pseudocharaciopsidaceae
Famille
Les Pseudocharaciopsidaceae sont une famille d'algues de l'embranchement des Ochrophyta  de la classe des Eustigmatophyceae et de l’ordre des Eustigmatales.

## Étymologie
Le nom vient du genre type  Pseudocharaciopsis, de pseudo, faux, et characiopsis, en référence au genre éponyme, littéralement « faux Characiopsis ». 

## Systématique
Le genre Pseudocharaciopsis a été intégré à la famille des Characiopsidaceae Pascher 1937, genre qui est devenu synonyme de Characiopsis.

## Liste des genres
Selon AlgaeBase (12 mars 2022) :
- aucun genre

Selon  World Register of Marine Species (28 mars 2022)
- Botryochloropsis H.R.Preisig & C.Wilhelm, 1989[note 2]
- Ellipsoidion Pascher, 1938[note 3]
- Pseudocharaciopsis K.W.Lee & Bold, 1973[note 4]